# Nidaros (musikalbum)
Nidaros är det tredje livealbumet av Björn Afzelius. Albumet släpptes 1991.

## Låtlista
Sida ett
1. "Sång till friheten" (Text: Björn Afzelius; musik: Silvio Rodríguez) - 4:45
2. "Vad bryr jag mej om varför" (Afzelius) - 4:00
3. "Under Sions kalla stjärna" (Afzelius) - 6:10
4. "Johnny Boy" (Afzelius) - 6:50

Sida två
1. "Valet" (Originaltext och musik: Peggy Seeger; svensk text: Mikael Wiehe) - 4:38
2. "Sådan herre" (Afzelius) - 3:25
3. "You Never Can Tell" (Chuck Berry) - 4:36
4. "Wonderful Tonight" (Eric Clapton) - 4:12

## Musiker
- Björn Afzelius - sång, gitarr, percussion
- Pelle Alsing - trummor
- Bengt Bygren - keyboard, dragspel, percussion, sång
- Billy Cross - gitarr, sång
- Olle Nyberg - keyboard, percussion, sång
- Hannes Råstam - elbas

Gästartister
- Henrik Nilsson - keyboard
- Mikael Roupé - sång

### Fotnoter
1. ↑  ”Nidaros”. Discogs.com. http://www.discogs.com/Bj%C3%B6rn-Afzelius-Nidaros/master/339129. Läst 13 januari 2013.